# Jean Battier
Jean Battier (* 1537 in Saint-Symphorien-le-Château; † 1602 in Basel) war ein Seidenkrämer aus Frankreich und einer der Stammväter der Familie Battier in Basel.

## Leben
Jean Battier war Hugenotte aus dem Rhonetal und kam mit seinem Bruder Jacques (1543–1608) über Genf nach Basel, wo er 1569 das Bürgerrecht erwarb. Er heiratete eine Tochter des Arztes Jean Bauhin. Als Seidenkrämer war er daran beteiligt, in Basel einen für die folgenden Jahrhunderte wichtigen Erwerbszweig, die Posamenterie, aufzubauen. Seine Nachkommen waren im Seiden- und Tuchhandel, im Buchdruck und als Gelehrte tätig.